# Рентгеноспектральный анализ
Рентгеноспектра́льный ана́лиз — инструментальный метод элементного анализа, основанный на изучении спектра рентгеновских лучей, прошедших сквозь образец или испущенных им.

## История
Первый в СССР качественный рентгеноспектральный анализ на редкие металлы: тантал, ниобий, цирконий и др. был налажен на заводе редких элементов под руководством А. И. Любимцева в 1932 году, использовались импортные спектрографы Зигбана и Зеемана с первичным методом возбуждения.

## Принцип работы

Пример рентгеновского характеристического спектра молибдена полученный на современном оборудовании. Кристалл-анализатор — кварц с анализирующей кристаллографической плоскостью Римскими цифрами I, II, III отмечены дифракционные спектры 1-го, 2-го и 3-го порядков.

При облучении у атома удаляются электроны из внутренних оболочек. Электроны из внешних оболочек перескакивают на вакантные места, высвобождая избыточную энергию в виде кванта рентгеновского диапазона, так называемое характеристическое излучение, или передавая её другому электрону из внешних оболочек с испусканием Оже-электрона. По энергиям и количеству испущенных квантов или электронов судят о количественном и качественном составе анализируемого вещества.
В качестве источников возбуждения применяют рентгеновское излучение (первичное излучение) или электронный пучок.
Для анализа спектра вторичного излучения применяют либо дифракцию рентгеновских лучей на кристалле, используемом как дифракционная решётка (волновая дисперсия), либо используют детекторы, чувствительные к энергии поглощенного кванта (энергетическая дисперсия). Волнодисперсионный спектрометр отличается высокой точностью, но работает медленнее, чем энергодисперсионный спектрометр. Так рутинный эксперимент составляет лишь несколько минут. Современные энергодисперсионные микроанализаторы состава образца не требуют охлаждения до температуры кипения азота (77 К), что упрощает их эксплуатацию.
Результаты анализа могут быть качественными, то есть устанавливать элементный состав исследуемого образца или количественными — с определением концентрации элементов в образце.

## Приборы для анализа
Приборы для проведения рентгеноспектрального микроанализа бывают автономными (Рентгенофлуоресцентные спектрометры) либо встроенными в виде приставок в другие приборы (см. ниже).

### Рентгеноспектральный микроанализ (РСМА) в электронной микроскопии
Большинство электронных микроскопов, в частности растровых электронных микроскопов, имеют волнодисперсионные и/или энергодисперсионные дополнительные приставки. Для возбуждения характеристического рентгеновского излучения используется электронный пучок микроскопа. Пространственное разрешение рентгеновского микроанализа для растровых электронных микроскопов находится в области 1 мкм, для просвечивающих электронных микроскопов разрешение микроанализа гораздо лучше, порядка нескольких нм.